# Всеобщие выборы в Эквадоре (2025)
Всеобщие выборы в Эквадоре прошли 9 февраля 2025 года. Второй тур был проведён 13 апреля 2025 года. Действующий президент Даниэль Нобоа баллотировался на переизбрание, будучи избранным на досрочных выборах 2023 года. На выборах также были избраны члены Национального собрания на полный четырёхлетний срок.
Даниэль Нобоа одержал победу во втором туре президентских выборов. Оппозиционный кандидат Луиса Гонсалес обвинила его в злоупотреблении властью и «вопиющей» фальсификации выборов. Однако несколько СМИ заявили, что заявления Гонсалес не имеют доказательств. Международные наблюдатели, включая Европейский союз и Организацию американских государств, определили, что выборы были свободными и справедливыми, отвергнув обвинения в фальсификациях. Несколько видных политиков «Движения гражданской революции», лидером которого является Гонсалес, заявили, что Нобоа победил. «Пачакутик» во главе с Леонидасом Исой, поддержавшим Гонсалес во втором туре, «с полным уважением к демократии» поздравил Нобоа с переизбранием. «Социал-христианская партия» также поздравила Нобоа.

## Предыстория
В ходе политического кризиса в 2023 году тогдашний президент Гильермо Лассо применил конституционный механизм «взаимная смерть», в результате которого президент уходит в отставку, а Национальное собрание распускается. Были инициированы всеобщие внеочередные выборы, на которых победу одержал кандидат в президенты Даниэль Нобоа. Он был избран не на полный четырёхлетний срок, а для завершения президентского срока Лассо (до мая 2025 года).
В 2024 году страна столкнулась с вооружённым конфликтом, когда лидер «Лос Чонерос» Хосе Адольфо Масиас Вильямар сбежал из тюрьмы в городе Гуаякиль в день своего запланированного перевода в тюрьму строгого режима. О событиях сообщили на следующий день власти, а двум тюремным охранникам были предъявлены обвинения. После побега президент Нобоа ввёл режим чрезвычайного положения сроком на 60 дней. После указа Нобоа об использовании военной силы, в нескольких тюрьмах Эквадора начались беспорядки. Два дня спустя по всей стране произошли массовые вооружённые нападения, в том числе вооружённые группы штурмовали телевизионную вещательную станцию.
В том же 2024 году Нобоа инициировал проведение референдума, в ходе которого избиратели проголосовали за ряд инициатив по повышению мер безопасности. В мае 2024 года Нобоа подал заявку на переизбрание в Национальный избирательный совет (НИС).

## Электоральная система
Президент избирается с использованием модифицированной двухтуровой системы, при этом кандидат должен получить более 50% голосов или получить более 40% голосов и опередить своего ближайшего соперника на 10 процентных пунктов, чтобы быть избранным в первом туре. Президент ограничен двумя последовательными четырёхлетними сроками. Однако в настоящее время президент Нобоа отбывает оставшийся срок Гильермо Лассо, который приведя в действие механизм muerte cruzada досрочно завершил своё президентство, после чего прошли внеочередные всеобщие выборы 2023 года.
Члены Национального собрания избираются тремя способами. Пятнадцать избираются по закрытому списку пропорционального представительства в общенациональном избирательном округе. Шестеро избираются зарубежными избирателями (по два от Канады/США, Латинской Америки и Азии/Европы/Океании). Остальные 116 членов избираются по многомандатным округам по системе пропорционального представительства по закрытым спискам, при этом все места распределяются по методу Вебстера. Члены Национального собрания ограничены двумя четырёхлетними сроками, независимо от того, являются ли они последовательными или нет. Существуют гендерные квоты для партийных списков, что означает чередование мужчин и женщин. Квоты для представительства меньшинств отсутствуют.

#### Первый тур

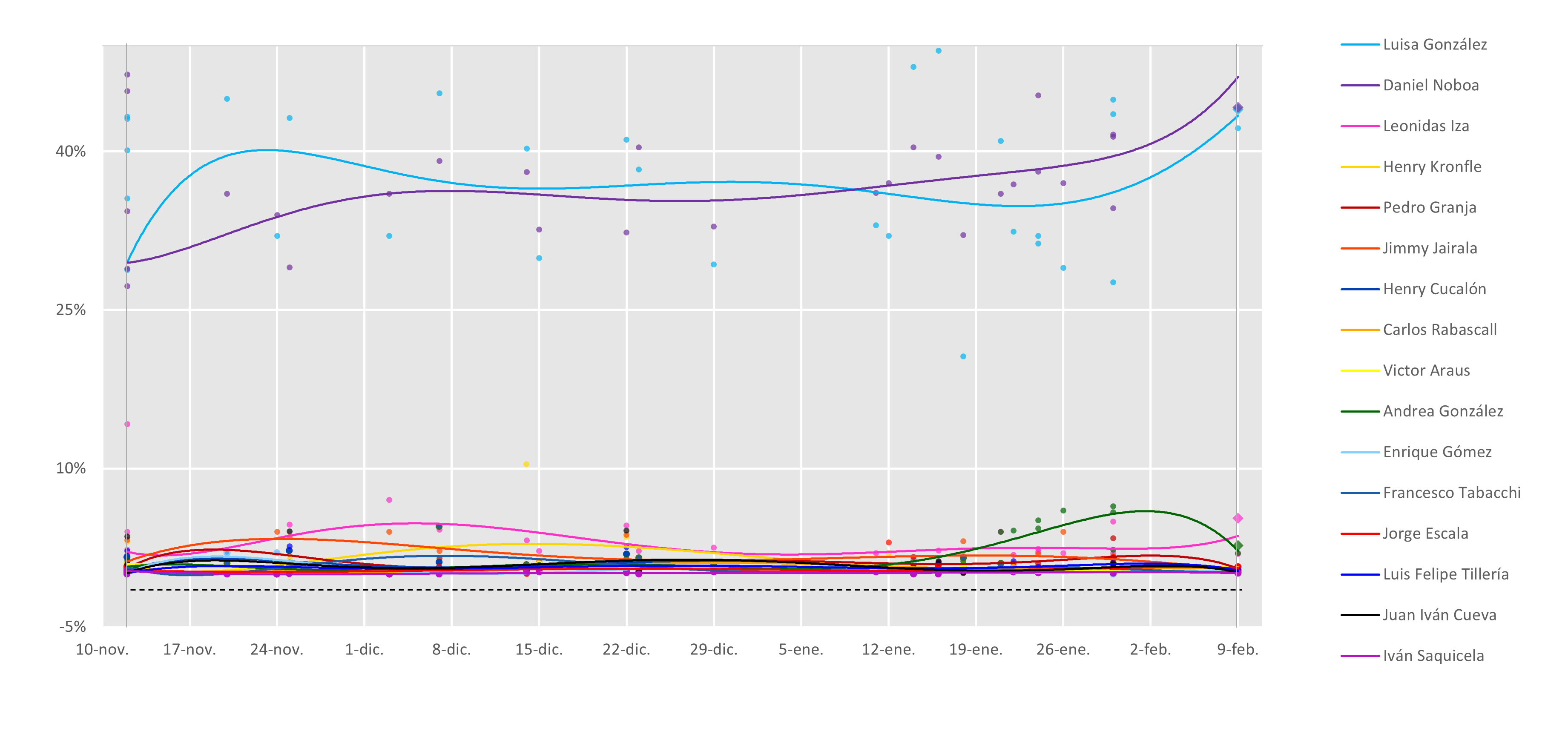
Кривая опросов по президентским выборам:

#### Второй тур

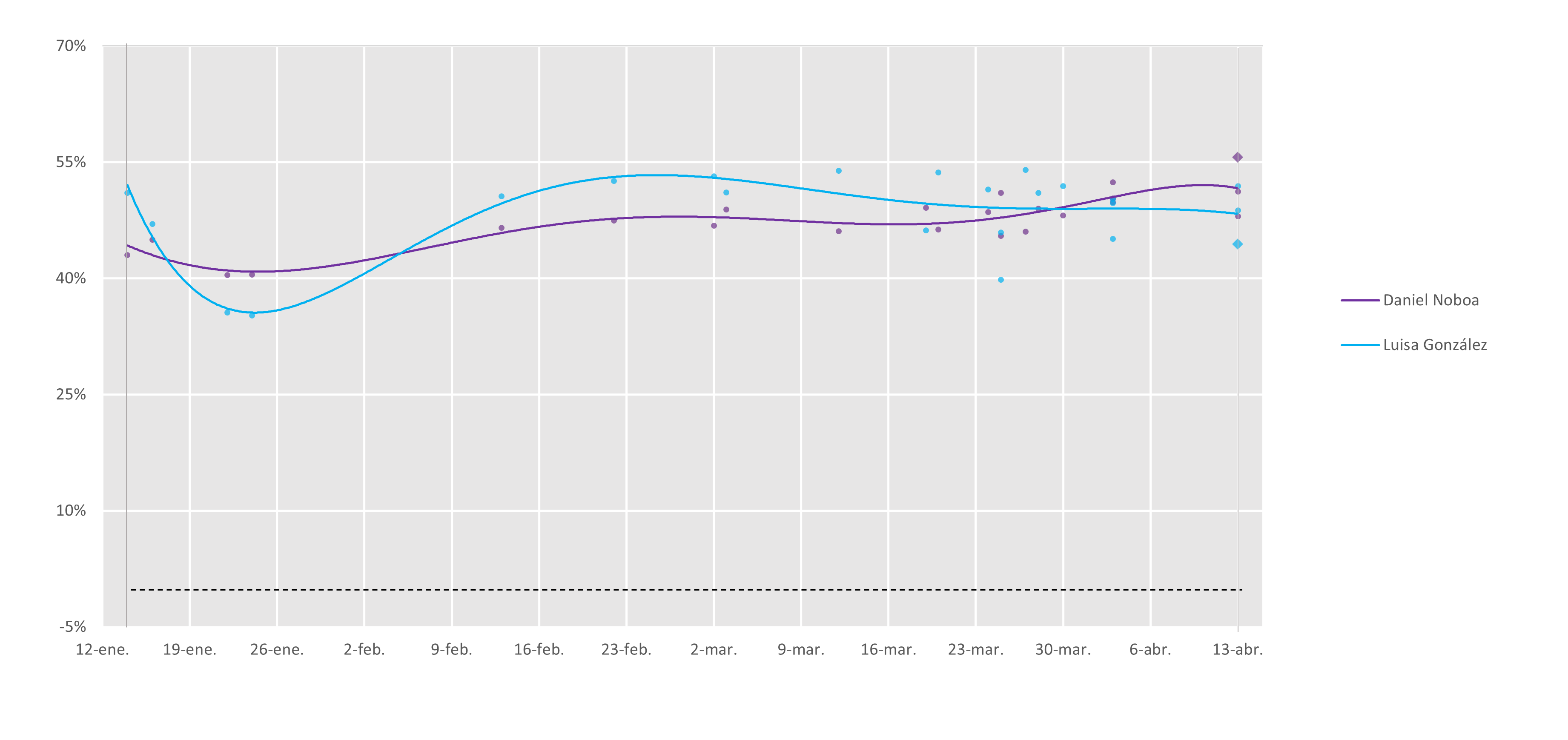
Кривая опросов по президентским выборам:

## Кандидаты

### Президентские выборы
| Имя                   | Имя | Род.                                         | Опыт работы | Родная провинция | Кампания                                                                         | Источник      |
| --------------------- | --- | -------------------------------------------- | --- | ---------------- | -------------------------------------------------------------------------------- | ------------- |
| Джимми Джайрала       |     | 26 сентября 1957 (67 лет) Гуаякиль, Гуаяс    | Лидер «Демократического центра» (2012–н. в.) Префект провинции Гуаяс (2009–2018) Член Национального конгресса (2007)                                                        | Гуаяс            | Баллотируется от: Демократический центрАнонсировано: 31 июля 2024                | [ 25 ]        |
| Хорхе Эскала          |     | 8 января 1970 (55 лет) Вентанас, Лос-Риос    | Член Национального собрания (2009–2013) | Лос-Риос         | Баллотируется от: Народное единствоАнонсировано: 18 мая 2024                     | [ 26 ]        |
| Андреа Гонсалес Надер |     | 1 апреля 1987 (38 лет) Гуаякиль, Гуаяс       | Экологический активист Кандидат в вице-президенты на выборах 2023 года в паре с убитым Вильявисенсио                                                                        | Гуаяс            | Баллотируется от: Партия патриотического обществаАнонсировано: 10 июня 2024      | [ 27 ]        |
| Виктор Араус Масиас   |     | 5 июня 1966 (59 лет) Гуаякиль, Гуаяс         | Генерал Национальной полиции Эквадора в отставке | Гуаяс            | Баллотируется от: Народ, равенство и демократияАнонсировано:                     | [ 28 ]        |
| Луиса Гонсалес        |     | 22 ноября 1977 (47 лет) Кито, Пичинча        | Член Национального собрания (2021–2023) Секретарь государственного управления (2017) Кандидат в президенты на выборах 2023 года, проигравшая во втором туре кандидату Нобоа | Манаби           | Баллотируется от: Движение гражданской революцииАнонсировано: 29 февраля 2024    | [ 29 ]        |
| Генри Кронфле         |     | 1972 год (53 года) Гуаякиль, Гуаяс           | Председатель Национального собрания (2023–2024) Член Национального собрания (2017–н. в.)                                                                                    | Пичинча          | Баллотируется от: Социал-христианская партияАнонсировано: 7 августа 2024         | [ 30 ]        |
| Даниэль Нобоа         |     | 30 ноября 1987 (37 лет) Майами, Флорида, США | 48-й Президент Эквадора (2023–н. в.) Член Национального собрания (2021–2023)                                                                                                | Санта-Элена      | Баллотируется от: Национальное демократическое действиеАнонсировано: 23 мая 2024 | [ 29 ] [ 31 ] |
| Луис Тиллерия         |     | 30 июня 1981 (44 года) Гуаякиль, Гуаяс       | Бизнесмен Член совета Лондонского Сити (2022–н. в.) |                  | Баллотируется от: АванзаАнонсировано:                                            | [ 32 ]        |
| Карлос Рабаскаль      |     | 3 сентября 1960 (64 года) Гуаякиль, Гуаяс    | Бизнесмен Кандидат в вице-президенты на выборах 2021 года в паре с проигравшим во втором туре Араусом                                                                       | Гуаяс            | Баллотируется от: Демократические левыеАнонсировано: 24 июля 2024                | [ 33 ]        |
| Хуан Иван Куева       |     | 1984 год (41 год) Лоха, Лоха                 | Бизнесмен |                  | Баллотируется от: Движение АМИГОАнонсировано:                                    | [ 34 ]        |
| Педро Гранха          |     |                                              | Адвокат по уголовным делам |                  | Баллотируется от: Эквадорская социалистическая партияАнонсировано:               | [ 35 ]        |
| Леонидас Иса          |     | 18 июня 1982 (43 года) Латакунга, Котопахи   | Президент Конфедерации коренных народов Эквадора (2021–н. в.) | Котопахи         | Баллотируется от: ПачакутикАнонсировано: 29 февраля 2024                         | [ 29 ]        |
| Иван Сакисела         |     | 13 марта 1975 (50 лет) Куэнка, Асуай         | Председатель Национального суда (2021–2024) | Асуай            | Баллотируется от: Демократии — ДаАнонсировано: 23 июля 2024                      | [ 36 ]        |
| Франческо Табачи      |     | 8 июня 1971 (54 года) Гуаякиль, Гуаяс        | Губернатор Гуаяса (2023) | Гуаяс            | Баллотируется как: Создание возможностейАнонсировано: 17 августа 2024            | [ 37 ]        |
| Энрике Гомес Васконез |     |                                              | Психолог |                  | Баллотируется как: Объединённое общество — больше действийАнонсировано:          | [ 38 ]        |
| Генри Кукалон         |     | 8 июня 1973 (52 года) Гуаякиль, Гуаяс        | Министр в кабинете Лассо (2023) Член Национального собрания (2013–2021) | Гуаяс            | Баллотируется от: Движение сборкиАнонсировано: 2 июля 2024                       | [ 39 ]        |

## Результаты
Окончательные результаты первого тура для кандидатов в президенты были опубликованы 12 марта 2025 года. Даниэль Нобоа набрал 44,17 % (4 527 606 голосов), а Луиса Гонсалес — 44,00 % (4 510 860 голосов). Разница между ними составила 16 746 голосов. Во время выборов мать Нобоа, Анабелла Асин, была избрана в Национальное собрание.
Во втором туре Нобоа получил 55,63 % голосов, обойдя Гонсалеса на 11,26 процентных пункта. Результат превзошёл ожидания, основанные на предвыборных опросах, при этом кампания Нобоа была отмечена своей ориентацией на молодых избирателей. Нобоа поздравили различные международные лидеры. Однако Гонсалес отказалась признать своё поражение и потребовала пересчёта голосов, заявив о фальсификациях без предоставления доказательств. Международные наблюдатели, включая Европейский союз и Организацию американских государств, подтвердили, что выборы были свободными и справедливыми. Нобоа провёл победный митинг в Олоне, где назвал свою победу «исторической», добавив: «Победа с перевесом более чем в 10 очков, победа с перевесом более миллиона голосов, не оставляющая никаких сомнений относительно того, кто победитель».
В Национальном собрании коалиция, сформированная «Движением гражданской революции» (ДГР) и «Движением РЕТО» (РЕТО), во главе с бывшим президентом Рафаэлем Корреа, получила небольшое большинство в 67 мест, за ней с небольшим отрывом следовало «Национальное демократическое действие»  (НДД) Нобоа с 66 местами. После второго тура президентских выборов депутат Моника Салазар покинула ДГР, сократив количество мест коалиции ДГР-РЕТО до 66. Большинство более мелких партий потерпели неудачу на парламентских выборах, за исключением «Пачакутика», который получил 9 мест. В Андском парламенте НДД получило три из пяти мест против двух у ДГР-РЕТО.

### Президентские
| Кандидат                                                    | Кандидат                            | Напарник(-ца)                       | Партия                                         | Первый тур | Первый тур | Второй тур | Второй тур |
| Кандидат                                                    | Кандидат                            | Напарник(-ца)                       | Партия                                         | Голоса     | %          | Голоса     | %          |
| ----------------------------------------------------------- | ----------------------------------- | ----------------------------------- | ---------------------------------------------- | ---------- | ---------- | ---------- | ---------- |
|                                                             | Даниэль Нобоа                       | Мария Хосе Пинто                    | Национальное демократическое действие          | 4 527 606  | 44,17      | 5 870 618  | 55,63%     |
|                                                             | Луиса Гонсалес                      | Диего Борха                         | Движение гражданской революции — Движение РЕТО | 4 510 860  | 44,00      | 4 683 260  | 44,37%     |
|                                                             | Леонидас Иса                        | Катюска Молина Соледиспа            | Пачакутик                                      | 538 456    | 5,25       |            |            |
|                                                             | Андреа Гонсалес Надер               | Гало Монкайо Наваррете              | Партия патриотического общества                | 275 376    | 2,69       |            |            |
|                                                             | Генри Кронфле                       | Даллиана Пассалайг                  | Социал-христианская партия                     | 73 293     | 0,71       |            |            |
|                                                             | Педро Гранха                        | Вероника Сильва Рейносо             | Эквадорская социалистическая партия            | 53 940     | 0,53       |            |            |
|                                                             | Джимми Джайрала                     | Лусия Вальесилья Суарес             | Демократический центр                          | 40 559     | 0,40       |            |            |
|                                                             | Хорхе Эскала                        | Пача Теран Пинеда                   | Народное единство                              | 40 483     | 0,39       |            |            |
|                                                             | Генри Кукалон                       | Карла Ларреа Фалькони               | Движение сборки                                | 37 316     | 0,36       |            |            |
|                                                             | Луис Тиллерия                       | Карла Росеро Вильявисенсио          | Аванза                                         | 33 239     | 0,32       |            |            |
|                                                             | Франческо Табачи                    | Бланка Сакансела Кишпе              | Создание возможностей                          | 26 768     | 0,26       |            |            |
|                                                             | Виктор Араус                        | Кристина Каррера Окампо             | Народ, равенство и демократия                  | 22 678     | 0,22       |            |            |
|                                                             | Карлос Рабаскаль                    | Алехандра Ривас Мантилья            | Демократические левые                          | 22 270     | 0,22       |            |            |
|                                                             | Энрике Гомес                        | Инес Диас Чиран                     | Объединённое общество — больше действий        | 18 815     | 0,18       |            |            |
|                                                             | Хуан Иван Куева                     | Кристина Рейес                      | Движение АМИГО                                 | 17 545     | 0,17       |            |            |
|                                                             | Иван Сакисела                       | Мария Луиза Коэльо Рекальде         | Демократии — Да                                | 11 985     | 0,12       |            |            |
|                                                             |                                     |                                     |                                                |            |            |            |            |
| Действительных бюллетеней                                   | Действительных бюллетеней           | Действительных бюллетеней           | Действительных бюллетеней                      | 10 251 189 | 91,04      | 10 553 878 | 92,63      |
| Недействительных/пустых бюллетеней                          | Недействительных/пустых бюллетеней  | Недействительных/пустых бюллетеней  | Недействительных/пустых бюллетеней             | 1 009 222  | 8,96       | 839 136    | 7,37       |
| Всего бюллетеней                                            | Всего бюллетеней                    | Всего бюллетеней                    | Всего бюллетеней                               | 11 260 411 | 100,00     | 11 393 014 | 100,00     |
| Зарегистрированных избирателей/Явка                         | Зарегистрированных избирателей/Явка | Зарегистрированных избирателей/Явка | Зарегистрированных избирателей/Явка            | 13 732 194 | 82,00      | 13 731 145 | 82,98      |
| Источник: НИС Эквадора, НИС Эквадора, НИС Эквадора (II тур) |                                     |                                     |                                                |            |            |            |            |

### Парламентские

Карта результатов парламентских выборов по провинциям:

| Партия                               | Партия                                         | Национальный список | Национальный список | Национальный список | Провинциальный список | Провинциальный список | Провинциальный список | Заграничный список | Заграничный список | Заграничный список | Всего мест | Изм. |
| Партия                               | Партия                                         | Голоса              | %                   | Мест                | Голоса                | %                     | Мест                  | Голоса             | %                  | Мест               | Всего мест | Изм. |
| ------------------------------------ | ---------------------------------------------- | ------------------- | ------------------- | ------------------- | --------------------- | --------------------- | --------------------- | ------------------ | ------------------ | ------------------ | ---------- | ---- |
|                                      | Национальное демократическое действие          | 3 948 532           | 43,34               | 7                   |                       |                       | 56                    |                    |                    | 3                  | 66         | ▲52  |
|                                      | Движение гражданской революции — Движение РЕТО | 3 764 230           | 41,32               | 7                   |                       |                       | 57                    |                    |                    | 3                  | 67         | ▲15  |
|                                      | Социал-христианская партия                     | 288 545             | 3,17                | 1                   |                       |                       | 4                     |                    |                    | 0                  | 5          | ▼9   |
|                                      | Партия патриотического общества                | 210 083             | 2,31                | 0                   |                       |                       | 0                     |                    |                    | 0                  | 0          | ▼3   |
|                                      | Движение АМИГО                                 | 162 721             | 1,79                | 0                   |                       |                       | 0                     |                    |                    | 0                  | 0          | ▼1   |
|                                      | Народное единство                              | 156 802             | 1,72                | 0                   |                       |                       | 1                     |                    |                    | 0                  | 1          | ▲1   |
|                                      | Объединённое общество — больше действий        | 149 404             | 1,64                | 0                   |                       |                       | 0                     |                    |                    | 0                  | 0          | ▼4   |
|                                      | Создание возможностей                          | 119 480             | 1,31                | 0                   |                       |                       | 0                     |                    |                    | 0                  | 0          | ▬    |
|                                      | Эквадорская социалистическая партия            | 91 778              | 1,01                | 0                   |                       |                       | 0                     |                    |                    | 0                  | 0          | ▬    |
|                                      | Демократические левые                          | 90 383              | 0,99                | 0                   |                       |                       | 0                     |                    |                    | 0                  | 0          | ▬    |
|                                      | Народ, равенство и демократия                  | 67 367              | 0,74                | 0                   |                       |                       | 0                     |                    |                    | 0                  | 0          | ▬    |
|                                      | Демократический центр                          | 61 559              | 0,68                | 0                   |                       |                       | 0                     |                    |                    | 0                  | 0          | ▼1   |
|                                      | Пачакутик                                      |                     |                     |                     |                       |                       | 9                     |                    |                    | 0                  | 9          | ▲5   |
|                                      | Движение сборки                                |                     |                     |                     |                       |                       | 1                     |                    |                    | 0                  | 1          | ▼27  |
|                                      | Аванза                                         |                     |                     |                     |                       |                       | 0                     |                    |                    | 0                  | 0          | ▼3   |
|                                      | Демократии — Да                                |                     |                     |                     |                       |                       | 0                     |                    |                    | 0                  | 0          | ▬    |
|                                      | Провинциальные движения                        |                     |                     |                     |                       |                       | 2                     |                    |                    | 0                  | 2          | ▼4   |
|                                      |                                                |                     |                     |                     |                       |                       |                       |                    |                    |                    |            |      |
| Действительных бюллетеней            | Действительных бюллетеней                      | 9 110 884           | 80,91               |                     |                       |                       |                       |                    |                    |                    |            |      |
| Недействительных/пустых бюллетеней   | Недействительных/пустых бюллетеней             | 2 150 242           | 19,09               |                     |                       |                       |                       |                    |                    |                    |            |      |
| Всего                                | Всего                                          | 11 261 126          | 100,00              | 15                  |                       |                       | 130                   |                    |                    | 6                  | 151        | ▲14  |
| Зарегистрированных избирателей/Явка  | Зарегистрированных избирателей/Явка            | 13 732 194          | 82,01               |                     |                       |                       |                       |                    |                    |                    |            |      |
| Источник: НИС Эквадора, НИС Эквадора |                                                |                     |                     |                     |                       |                       |                       |                    |                    |                    |            |      |

### Андский парламент
9 февраля 2025 года также состоялись выборы членов Андского парламента от Эквадора. Андский парламент — управляющий и совещательный орган Андского сообщества, состоящий из представителей четырёх его государств-членов: Боливии, Колумбии, Эквадора и Перу, и одного ассоциированного члена — Чили. В результате выборов, ни одна из партий, получивших места в Андском парламенте в ходе выборов 2021 года, не смогла получить места вновь.
| Партия                               | Партия                                         | Голоса     | %      | Мест | Изм.  |  |
| ------------------------------------ | ---------------------------------------------- | ---------- | ------ | ---- | ----- |  |
|                                      | Национальное демократическое действие          | 3 908 340  | 42,58  | 3    | новая |  |
|                                      | Движение гражданской революции — Движение РЕТО | 3 878 976  | 42,26  | 2    | новая |  |
|                                      | Социал-христианская партия                     | 418 510    | 4,56   | 0    | ▼1    |  |
|                                      | Объединённое общество — больше действий        | 201 309    | 2,19   | 0    | ▬     |  |
|                                      | Народное единство                              | 160 467    | 1,75   | 0    | ▬     |  |
|                                      | Движение сборки                                | 125 350    | 1,37   | 0    | ▬     |  |
|                                      | Создание возможностей                          | 124 653    | 1,36   | 0    | ▬     |  |
|                                      | Движение АМИГО                                 | 102 461    | 1,12   | 0    | ▬     |  |
|                                      | Эквадорская социалистическая партия            | 100 275    | 1,09   | 0    | ▬     |  |
|                                      | Демократический центр                          | 82 370     | 0,90   | 0    | ▬     |  |
|                                      | Народ, равенство и демократия                  | 75 990     | 0,83   | 0    | ▬     |  |
|                                      |                                                |            |        |      |       |  |
| Действительных бюллетеней            | Действительных бюллетеней                      | 9 178 701  | 81,50  |      |       |  |
| Недействительных/пустых бюллетеней   | Недействительных/пустых бюллетеней             | 2 082 836  | 19,50  |      |       |  |
| Всего                                | Всего                                          | 11 261 537 | 100,00 | 5    | ▬     |  |
| Зарегистрированных избирателей/Явка  | Зарегистрированных избирателей/Явка            | 13 732 194 | 82,01  |      |       |  |
| Источник: НИС Эквадора, НИС Эквадора |                                                |            |        |      |       |  |

## Последствия
После объявления первых результатов, «Национальное демократическое действие» (НДД) отменило запланированное празднование в отеле на севере Кито, а Даниэль Нобоа не стал делать публичных заявлений. На следующий день он опубликовал письменное заявление в Twitter, в котором поблагодарил своих избирателей. Луиса Гонсалес на партийном собрании в Кито заявила, что будет вести диалог с другими кандидатами. В контексте исторически беспрецедентной поляризации в Национальном собрании между левыми и правыми политическими фракциями девять избранных депутатов от «Пачакутик» играют решающую роль. «Движение гражданской революции» (ДГР) может получить большинство в 76 мест, сформировав формальный альянс только с партией «Пачакутик». С другой стороны, Нобоа может обеспечить большинство, если получит поддержку хотя бы одного депутата-диссидента из оппозиции. 12 февраля лидер «Пачакутика» Леонидас Иса категорически отверг любые переговоры с партией Нобоа — НДД. Он объявил, что партия проведёт несколько встреч с Конфедерацией коренных народов Эквадора, чтобы определить позицию по потенциальному альянсу с ДГР во втором президентском туре и далее. 13 февраля Диего Борха, кандидат на пост вице-президента от ДГР, выразил желание инициировать совместную программу с «Пачакутик». Основная цель — создать Национальную учредительную ассамблею, которая будет включать предложение о переопределении Эквадора как многонационального государства, похожего на Боливию.
В 5 часов вечера в день выборов Диего Тельо Флорес, высокопоставленный чиновник и кандидат на должность судьи, объявил результаты экзитпола. Он заявил, что был единственным из четырёх социологов, уполномоченных НИС, провести этот опрос. Согласно его выводам, Даниэль Нобоа опережал Луизу Гонсалес почти на 8 пунктов, набрав 50,12% голосов и одержав победу на выборах в первом туре. Это заявление вызвало серьезные споры, и должностные лица из ДГР обвинили его в фальсификации, поскольку такие опросы обычно имеют минимальную погрешность. Телло повторил в интервью в прямом эфире на Teleamazon, что он получил компенсацию от фирмы Estrategas и действовал независимо от правительства. Однако Estrategas быстро опубликовала заявление, отрицающее, что компания платила ему и что принимала какое-либо участие в этом конкретном опросе. После скандала с экзитполом Рафаэль Корреа и Андрес Араус выразили обеспокоенность по поводу потенциальной попытки переворота со стороны Нобоа, который, по их словам, получал закулисную поддержку от единомышленников в НИС, ТИС, а также от полиции, военных и СМИ.
11 февраля в своём первом интервью после выборов Нобоа заявил, что у него есть доказательства фальсификаций со стороны ДГР, которые, как он утверждал, были подтверждены отчётом Организации американских государств (ОАГ). Однако должностные лица ОАГ отклонили это заявление, пояснив, что на тот момент никаких нарушений обнаружено не было.
Нобоа также утверждал, что вооруженные группировки, связанные с незаконным оборотом наркотиков, были намеренно освобождены из тюрем, чтобы запугать избирателей и заставить их поддержать ДГР. Это утверждение было отклонено председателем Национального собрания Вивианой Велос, а также Луисой Гонсалес и бывшим президентом Рафаэлем Корреа. 14 февраля Корреа поделился видео в своём аккаунте Twitter об изъятии в октябре 2023 года 610 килограммов кокаина в Турции, которые были спрятаны в ящиках для фруктов «Bonita Banana», кампании, принадлежащей семье Нобоа. Он также подчеркнул, что январь 2025 года установил новый рекорд преступной деятельности, превзойдя все предыдущие максимумы. 17 февраля Андрес Араус подал официальное требование в Трибунал по избирательным спорам (ТИС) об оспаривании результатов 700 протоколов на избирательных участках в провинции Эсмеральдас, а также сотен в провинции Сукумбиос, заявив, что этого позволит увеличить количество мест в парламенте для ДГР с 67 до 69. Национальный избирательный совет (НИС) должен был разрешить все апелляции и объявить окончательные результаты выборов к 22 марта 2025 года. 19 февраля Леонидас Иса объявил о созыве расширенного Большого совета на 7 марта, где коренные народы примут окончательное решение по обсуждаемым предложениям о программном политическом союзе с «Движением гражданской революции».
24 февраля пленум НИС утвердил результаты всеобщих выборов 2025 года. После утверждения политическим организациям даётся три дня на подачу апелляций в НИС или ТИС, если они сочтут это необходимым.

### Комментарии
1. ↑   ·       Движение гражданской революции (66)
 ·       Движение РЕТО (1)